# Giappone ai Giochi della XVIII Olimpiade
Il Giappone organizzò i Giochi della XVIII Olimpiade, svoltisi a Tokyo dal 10 al 24 ottobre 1964, partecipandovi con una delegazione di 328 atleti (270 uomini e 58 donne) impegnati in tutte le 21 discipline in programma per un totale di 155 competizioni. Portabandiera alla cerimonia di apertura fu la nuotatrice Makoto Fukui, alla sua seconda Olimpiade, già medaglia d'argento a Roma 1960.
Il bottino della squadra fu di 29 medaglie: 16 d'oro, 5 d'argento e 8 di bronzo, che le valsero il terzo posto nel medagliere complessivo, preceduti solo da Stati Uniti e Unione Sovietica. I giapponesi furono i dominatori nella ginnastica maschile, dove vinsero il concorso a squadre, quello individuale e tre titoli di specialità. Furono inoltre primi nel medagliere della lotta e in quello del judo anche se in questa disciplina dovettero subire inopinatamente la sconfitta del loro rappresentante nella categoria Open, la più prestigiosa. Vinsero inoltre il titolo nella pallavolo femminile, una medaglia d'oro nel pugilato e una nel sollevamento pesi. L'atleta plurititolato fu il ginnasta Yukio Endō, vincitore di tre medaglie d'oro e una d'argento.

## Medagliere

### Per discipline
| Sport              | Oro | Argento | Bronzo | Totale |
| ------------------ | --- | ------- | ------ | ------ |
| Ginnastica         | 5   | 4       | 1      | 0      |
| Judo               | 3   | 1       | 0      | 0      |
| Lotta libera       | 3   | 0       | 1      | 0      |
| Lotta greco-romana | 2   | 0       | 0      | 0      |
| Sollevamento pesi  | 1   | 0       | 2      | 0      |
| Pallavolo          | 1   | 0       | 1      | 0      |
| Pugilato           | 1   | 0       | 0      | 0      |
| Atletica leggera   | 0   | 0       | 1      | 0      |
| Nuoto              | 0   | 0       | 1      | 0      |
| Tiro               | 0   | 0       | 1      | 0      |
| Totale             | 16  | 5       | 8      | 0      |

### Medaglie
| Medaglia | Atleta | Sport              | Evento                                      |
| -------- | --- | ------------------ | ------------------------------------------- |
| Oro      | Yukio Endō Shūji Tsurumi Haruhiro Yamashita Takuji Hayata Takashi Mitsukuri Takashi Ono                                                                                             | Ginnastica         | Concorso a squadre maschile                 |
| Oro      | Yukio Endō | Ginnastica         | Concorso individuale maschile               |
| Oro      | Haruhiro Yamashita | Ginnastica         | Volteggio maschile                          |
| Oro      | Takuji Hayata | Ginnastica         | Anelli                                      |
| Oro      | Yukio Endō | Ginnastica         | Parallele simmetriche                       |
| Oro      | Takahide Nakatani | Judo               | 68 kg maschile                              |
| Oro      | Isao Okano | Judo               | 80 kg maschile                              |
| Oro      | Isao Inokuma | Judo               | +80 kg maschile                             |
| Oro      | Tsutomu Hanahara | Lotta greco-romana | Pesi mosca                                  |
| Oro      | Masamitsu Ichiguchi | Lotta greco-romana | Pesi gallo                                  |
| Oro      | Yoshikatsu Yoshida | Lotta libera       | Pesi mosca                                  |
| Oro      | Yojiro Uetake | Lotta libera       | Pesi gallo                                  |
| Oro      | Osamu Watanabe | Lotta libera       | Pesi piuma                                  |
| Oro      | Masae Kasai Emiko Miyamoto Kinuko Tanida Yuriko Handa Yoshiko Matsumura Sata Isobe Katsumi Matsumura Yōko Shinozaki Setsuko Sasaki Yūko Fujimoto Masako Kondō Ayano Shibuki         | Pallavolo          | Femminile                                   |
| Oro      | Takao Sakurai | Pugilato           | Pesi gallo                                  |
| Oro      | Yoshinobu Miyake | Sollevamento pesi  | Pesi piuma                                  |
| Argento  | Shūji Tsurumi | Ginnastica         | Concorso individuale maschile               |
| Argento  | Yukio Endō | Ginnastica         | Corpo libero maschile                       |
| Argento  | Shūji Tsurumi | Ginnastica         | Cavallo con maniglie                        |
| Argento  | Shūji Tsurumi | Ginnastica         | Parallele simmetriche                       |
| Argento  | Akio Kaminaga | Judo               | Open maschile                               |
| Bronzo   | Kōkichi Tsuburaya | Atletica leggera   | Maratona                                    |
| Bronzo   | Keiko Tanaka Toshiko Shirasu Kiyoko Ono Taniko Nakamura Ginko Abukawa Hiroko Tsuji                                                                                                  | Ginnastica         | Concorso a squadre femminile                |
| Bronzo   | Iwao Horiuchi | Lotta libera       | Pesi leggeri                                |
| Bronzo   | Tsuyoshi Yamanaka Makoto Fukui Kunihiro Iwasaki Toshio Shōji | Nuoto              | Staffetta 4x200 metri stile libero maschile |
| Bronzo   | Yutaka Demachi Tsutomu Koyama Sadatoshi Sugahara Naohiro Ikeda Yassu Saito Toshiaki Kosedo Toki Higuchi Massa Minami Takeshi Tokutomi Teru Moriyama Yuzo Nakamura Katsutoshi Nekoda | Pallavolo          | Maschile                                    |
| Bronzo   | Shiro Ishinoseki | Sollevamento pesi  | Pesi gallo                                  |
| Bronzo   | Masashi Ōuchi | Sollevamento pesi  | Pesi medi                                   |
| Bronzo   | Yoshihisa Yoshikawa | Tiro               | Pistola 50 metri                            |

## Risultati

### Pallacanestro
| Atleta | Classifica |
| --- | ---------- |
| V · D · M Nazionale giapponese - Pallacanestro ai Giochi della XVIII Olimpiade 4 Nara · 5 Wakabayashi · 6 Shiga · 7 Nakamura · 8 Masuda · 9 Bai · 10 Fujie · 11 Kaihō · 12 Egawa · 13 Moroyama · 14 Tsunoda · 15 Kodama · All. Shirō Yoshii | 10°        |
| Nazionale giapponese - Pallacanestro ai Giochi della XVIII Olimpiade |            |
| 4 Nara · 5 Wakabayashi · 6 Shiga · 7 Nakamura · 8 Masuda · 9 Bai · 10 Fujie · 11 Kaihō · 12 Egawa · 13 Moroyama · 14 Tsunoda · 15 Kodama · All. Shirō Yoshii                                                                                |            |

### Pallanuoto
| Atleta | Classifica |                     |
| --- | --- | ------------------- |
| V · D · M Nazionale maschile giapponese di pallanuoto · Giochi olimpici - Tokyo 1964 Katō • Arakawa • Yokoyama • Takeuchi • Shimizu • Fujimoto • Takagi • Satsuke • Aoyama • Iida • Kuwabara · CT : - | 9° |                     |
| Nazionale maschile giapponese di pallanuoto · Giochi olimpici - Tokyo 1964 | |                     |
| Katō • Arakawa • Yokoyama • Takeuchi • Shimizu • Fujimoto • Takagi • Satsuke • Aoyama • Iida • Kuwabara · CT: -                                                                                       | Katō • Arakawa • Yokoyama • Takeuchi • Shimizu • Fujimoto • Takagi • Satsuke • Aoyama • Iida • Kuwabara · CT: - | Giappone (bandiera) |